# Vic Chesnutt
Pour les articles homonymes, voir Chesnutt.
James Victor Chesnutt, dit Vic Chesnutt, est un auteur-compositeur-interprète américain, né le 12 novembre 1964 et mort le 25 décembre 2009 à Athens (Géorgie, États-Unis).

## Biographie
Enfant adopté, Chesnutt grandit à Pike County, en Géorgie, où il écrit ses premières chansons à cinq ans.  À 18 ans, un accident de voiture le laisse partiellement paralysé, ce qui ne l'empêche cependant pas de jouer de la guitare.
Après sa convalescence, il vit à Nashville, au Tennessee, s'inspirant de nombreux poètes (Stevie Smith, Walt Whitman, Wallace Stevens, Wystan Hugh Auden, Stephen Crane, Emily Dickinson) pour écrire et composer ses chansons. En 1985 il déménage à Athens (Géorgie) ou il rencontre Michael Stipe de R.E.M.. Celui-ci produit les deux premiers albums de Vic Chesnutt : Little (1990) et West of Rome (1991).
En 1996, l'album hommage Sweet Relief II: Gravity of the Situation lui procure une reconnaissance du public plus importante. Cet album, dont les bénéfices furent reversés au Sweet Relief Fund, est composé de reprises de chansons de Chesnutt par plusieurs groupes dont Cracker, Garbage, The Smashing Pumpkins, Madonna, R.E.M., Sparklehorse et Live.
Il a enregistré avec de nombreux artistes, comme par exemple deux albums avec Widespread Panic (en) sous le nom de groupe brute. (en) en 1995 et 2002.  The Salesman and Bernadette (1998) a été enregistré avec Lambchop.  En 2005 il produit Husk, premier album de sa nièce Liz Durrett (en).  L'album Ghetto Bells (2005) comporte une collaboration avec le guitariste Bill Frisell et Van Dyke Parks.  North Star Deserter (2007) comporte des collaborations avec plusieurs artistes de Constellation Records comme Thee Silver Mt. Zion Memorial Orchestra & Tra-La-La Band et des membres de Godspeed You! Black Emperor et Fugazi.
En 2008, il crée The Amorphous Strums, un groupe avec les membres d'Elf Power (en). Ce groupe sort un album Dark Developments sous l'égide du collectif Elephant Six.
En 2009, il sort At the Cut, 8e meilleur album de l'année selon un ensemble de blogueurs français. Tout comme North Star Deserter, il enregistre cet album avec des membres de Thee Silver Mt. Zion Memorial Orchestra et Guy Picciotto. La même année il publie Skitter On Take-Off réalisé avec Jonathan Richman et Tommy Larkins.
Il soutenait l'usage médical de la marijuana, et a d'ailleurs écrit en 1998 une chanson Weed to the Rescue pour l'album Hempilation II au bénéfice du National Organization for the Reform of Marijuana Laws (en)
Il décède le 25 décembre 2009 à l'hôpital d'Athens après deux jours de coma, à la suite d'une importante absorption de myorelaxant, après une nouvelle tentative de suicide.

## Discographie
Les quatre premiers albums de Chesnutt sont sortis sur le label indépendant Texas Hotel (en). About to Choke (1996) est sorti chez Capitol et The Salesman and Bernadette (1998) chez PolyGram. Merriment (2000) a été enregistré pour Backburner Records, Left to His Own Devices (2001, autoenregistré) est sorti chez spinART (en). New West Records (en) a sorti ses deux albums suivants. North Star Deserter et At the Cut, enregistrés à Montréal sont publiés par Constellation Records.